# Acolasis sublimis
Coenipeta sublimis là một loài bướm đêm trong họ Erebidae.